# NGC 1170
NGC 1170 je jedan do danas nepotvrđeni objekt u zviježđu Ovnu. Sva promatranja poslije nisu na tom položaju uočila nikoji objekt.

## Vanjske poveznice
- SEDS: NGC 1170